# Juan Francisco Torres
Juan Francisco Torres Belén, noto come Juanfran (Alicante, 9 gennaio 1985), è un dirigente sportivo ed ex calciatore spagnolo, di ruolo difensore.
Nel suo palmarès annovera due Coppe di Spagna (2006 e 2013), un campionato spagnolo (2014), una Supercoppa di Spagna (2014), due UEFA Europa League (2012 e 2018), due Supercoppa UEFA (2012 e 2018) e un Europeo (2012).

## Caratteristiche tecniche
Dotato di buona velocità, nasce ala destra, ma nel corso della carriera ha imparato a ricoprire il ruolo di terzino, inoltre è molto abile nel fornire assist ai compagni.

## Carriera

### Club

#### Giovanili e Real Madrid
Inizia la carriera calcistica nel settore giovanile del Real Madrid, debuttando in prima squadra il 24 gennaio 2004, giocando 15 minuti nella vittoria per 2-1 in casa del Villarreal.

#### Prestito all'Espanyol
La stagione successiva 2005-2006 viene girato in prestito all'Espanyol.

#### Osasuna
Il 1º luglio 2006 passa all'Osasuna dove in quattro anni e mezzo totalizza in tutte le competizioni 169 partite e 14 reti con il club di Pamplona.

#### Atletico Madrid
L'11 gennaio 2011 durante la sessione del mercato invernale, passa per 4 milioni all'Atletico Madrid. Il 24 settembre 2014, in occasione della vittoria per 1-0 sul campo dell'Almería, Juanfran gioca la sua 300ª partita nel campionato spagnolo. Il 28 maggio 2016 nella finale di Champions League contro il Real Madrid sbaglia il rigore calciato nella serie finale dopo l'1-1 dei supplementari. Tale errore sarà decisivo per la sconfitta dei biancorossi, decretata dal rigore successivo di Cristiano Ronaldo, che assegna alle merengues la Champions League per l'undicesima volta nella loro storia. Il 13 settembre 2016 diviene il giocatore dell'Atlético con più presenze in Champions League. Il 27 settembre dell'anno successivo tocca quota 300 presenze con la maglia biancorossa. Il 23 maggio 2019 annuncia il suo addio ai Colchoneros dopo 8 stagioni e 355 presenze totali.

#### San Paolo
Rimane svincolato fino al 3 agosto 2019, data dove firma con i brasiliani del San Paolo. Il 21 febbraio 2021 gioca la sua ultima partita con la squadra paulista, che decide di non rinnovargli il contratto.

### Nazionale
Juanfran ha debuttato ufficialmente con la maglia della nazionale spagnola, il 26 maggio 2012 in un'amichevole disputata in Svizzera, vinta 2-0 contro la Serbia. Viene poi convocato per Euro 2012, competizione poi vinta dalla Spagna in cui lui non è mai sceso in campo. Il 13 novembre 2013 segna nell'amichevole contro la Guinea Equatoriale la sua prima rete in maglia Roja.
Successivamente è stato convocato anche per il campionato del mondo 2014 e per gli Europei 2016 in Francia.

## Statistiche

### Presenze e reti nei club
| Stagione               | Squadra                | Campionato             | Campionato | Campionato | Coppe nazionali | Coppe nazionali | Coppe nazionali | Coppe continentali | Coppe continentali | Coppe continentali | Altre coppe | Altre coppe | Altre coppe | Totale | Totale |
| Stagione               | Squadra                | Comp                   | Pres       | Reti       | Comp            | Pres            | Reti            | Comp               | Pres               | Reti               | Comp        | Pres        | Reti        | Pres   | Reti   |
| ---------------------- | ---------------------- | ---------------------- | ---------- | ---------- | --------------- | --------------- | --------------- | ------------------ | ------------------ | ------------------ | ----------- | ----------- | ----------- | ------ | ------ |
| 2002-2003              | Real Madrid B          | SDB                    | 1          | 1          | -               | -               | -               | -                  | -                  | -                  | -           | -           | -           | 1      | 1      |
| 2003-2004              | Real Madrid B          | SDB                    | 23+6       | 0+2        | -               | -               | -               | -                  | -                  | -                  | -           | -           | -           | 29     | 2      |
| 2004-2005              | Real Madrid B          | SDB                    | 32+1       | 6+0        | -               | -               | -               | -                  | -                  | -                  | -           | -           | -           | 33     | 6      |
| Totale Real Madrid B   | Totale Real Madrid B   | Totale Real Madrid B   | 56+7       | 7+2        |                 | -               | -               |                    | -                  | -                  |             | -           | -           | 63     | 9      |
| 2003-2004              | Real Madrid            | PD                     | 5          | 0          | CR              | 3               | 0               | UCL                | 0                  | 0                  | -           | -           | -           | 8      | 0      |
| 2004-2005              | Real Madrid            | PD                     | 1          | 0          | CR              | 2               | 0               | UCL                | 0                  | 0                  | -           | -           | -           | 3      | 0      |
| Totale Real Madrid     | Totale Real Madrid     | Totale Real Madrid     | 6          | 0          |                 | 5               | 0               |                    | 0                  | 0                  |             | -           | -           | 11     | 0      |
| 2005-2006              | Espanyol               | PD                     | 30         | 1          | CR              | 6               | 0               | CU                 | 3                  | 0                  | -           | -           | -           | 39     | 1      |
| 2006-2007              | Osasuna                | PD                     | 28         | 2          | CR              | 4               | 0               | CU                 | 9                  | 1                  | -           | -           | -           | 41     | 3      |
| 2007-2008              | Osasuna                | PD                     | 34         | 3          | CR              | 2               | 0               | -                  | -                  | -                  | -           | -           | -           | 36     | 3      |
| 2008-2009              | Osasuna                | PD                     | 35         | 2          | CR              | 1               | 0               | -                  | -                  | -                  | -           | -           | -           | 36     | 2      |
| 2009-2010              | Osasuna                | PD                     | 33         | 4          | CR              | 3               | 0               | -                  | -                  | -                  | -           | -           | -           | 36     | 4      |
| 2010-gen. 2011         | Osasuna                | PD                     | 18         | 1          | CR              | 2               | 1               | -                  | -                  | -                  | -           | -           | -           | 20     | 2      |
| Totale Osasuna         | Totale Osasuna         | Totale Osasuna         | 148        | 12         |                 | 12              | 1               |                    | 9                  | 1                  |             | -           | -           | 169    | 14     |
| gen.-giu. 2011         | Atlético Madrid        | PD                     | 15         | 1          | CR              | 2               | 0               | UEL                | -                  | -                  | SU          | -           | -           | 17     | 1      |
| 2011-2012              | Atlético Madrid        | PD                     | 26         | 0          | CR              | 2               | 0               | UEL                | 16                 | 1                  | -           | -           | -           | 44     | 1      |
| 2012-2013              | Atlético Madrid        | PD                     | 35         | 1          | CR              | 6               | 0               | UEL                | 3                  | 0                  | SU          | 1           | 0           | 45     | 1      |
| 2013-2014              | Atlético Madrid        | PD                     | 35         | 0          | CR              | 6               | 0               | UCL                | 12                 | 0                  | SS          | 2           | 0           | 55     | 0      |
| 2014-2015              | Atlético Madrid        | PD                     | 35         | 0          | CR              | 3               | 0               | UCL                | 10                 | 0                  | SS          | 2           | 0           | 50     | 0      |
| 2015-2016              | Atlético Madrid        | PD                     | 35         | 1          | CR              | 1               | 0               | UCL                | 12                 | 0                  | -           | -           | -           | 48     | 1      |
| 2016-2017              | Atlético Madrid        | PD                     | 23         | 0          | CR              | 7               | 2               | UCL                | 6                  | 0                  | -           | -           | -           | 36     | 2      |
| 2017-2018              | Atlético Madrid        | PD                     | 17         | 0          | CR              | 3               | 0               | UCL+UEL            | 3+7                | 0                  | -           | -           | -           | 30     | 0      |
| 2018-2019              | Atlético Madrid        | PD                     | 22         | 0          | CR              | 2               | 0               | UCL                | 5                  | 0                  | SU          | 1           | 0           | 30     | 0      |
| Totale Atlético Madrid | Totale Atlético Madrid | Totale Atlético Madrid | 243        | 3          |                 | 32              | 2               |                    | 74                 | 1                  |             | 6           | 0           | 355    | 6      |
| ago.-dic. 2019         | San Paolo              | A1/SP+A                | 0+17       | 0          | CB              | 0               | 0               | -                  | -                  | -                  | -           | -           | -           | 17     | 0      |
| 2020                   | San Paolo              | A1/SP+A                | 10+23      | 0          | CB              | 4               | 0               | CL                 | 2                  | 0                  | -           | -           | -           | 39     | 0      |
| Totale San Paolo       | Totale San Paolo       | Totale San Paolo       | 10+40      | 0          |                 | 4               | 0               |                    | 2                  | 0                  |             | -           | -           | 56     | 0      |
| Totale carriera        | Totale carriera        | Totale carriera        | 540        | 25         |                 | 58              | 3               |                    | 88                 | 2                  |             | 6           | 0           | 692    | 30     |

### Cronologia presenze e reti in nazionale
| Cronologia completa delle presenze e delle reti in nazionale ― Spagna | Cronologia completa delle presenze e delle reti in nazionale ― Spagna | Cronologia completa delle presenze e delle reti in nazionale ― Spagna | Cronologia completa delle presenze e delle reti in nazionale ― Spagna | Cronologia completa delle presenze e delle reti in nazionale ― Spagna | Cronologia completa delle presenze e delle reti in nazionale ― Spagna | Cronologia completa delle presenze e delle reti in nazionale ― Spagna | Cronologia completa delle presenze e delle reti in nazionale ― Spagna |
| Data                                                                  | Città                                                                 | In casa                                                               | Risultato                                                             | Ospiti                                                                | Competizione                                                          | Reti                                                                  | Note                                                                  |
| --------------------------------------------------------------------- | --------------------------------------------------------------------- | --------------------------------------------------------------------- | --------------------------------------------------------------------- | --------------------------------------------------------------------- | --------------------------------------------------------------------- | --------------------------------------------------------------------- | --------------------------------------------------------------------- |
| 26-5-2012                                                             | San Gallo                                                             | Spagna                                                                | 2 – 0                                                                 | Serbia                                                                | Amichevole                                                            | -                                                                     |                                                                       |
| 15-8-2012                                                             | Bayamón                                                               | Porto Rico                                                            | 1 – 2                                                                 | Spagna                                                                | Amichevole                                                            | -                                                                     | 19’                                                                   |
| 7-9-2012                                                              | Pontevedra                                                            | Spagna                                                                | 5 – 0                                                                 | Arabia Saudita                                                        | Amichevole                                                            | -                                                                     |                                                                       |
| 16-10-2012                                                            | Madrid                                                                | Spagna                                                                | 1 – 1                                                                 | Francia                                                               | Qual. Mondiali 2014                                                   | -                                                                     | 50’ 90+2’                                                             |
| 14-11-2012                                                            | Panama                                                                | Panama                                                                | 1 – 5                                                                 | Spagna                                                                | Amichevole                                                            | -                                                                     |                                                                       |
| 15-10-2013                                                            | Albacete                                                              | Spagna                                                                | 2 – 0                                                                 | Georgia                                                               | Qual. Mondiali 2014                                                   | -                                                                     |                                                                       |
| 16-11-2013                                                            | Malabo                                                                | Guinea Equatoriale                                                    | 1 – 2                                                                 | Spagna                                                                | Amichevole                                                            | 1                                                                     |                                                                       |
| 7-6-2014                                                              | Landover                                                              | El Salvador                                                           | 0 – 2                                                                 | Spagna                                                                | Amichevole                                                            | -                                                                     |                                                                       |
| 23-6-2014                                                             | Curitiba                                                              | Australia                                                             | 0 – 3                                                                 | Spagna                                                                | Mondiali 2014 - 1º turno                                              | -                                                                     |                                                                       |
| 8-9-2014                                                              | Valencia                                                              | Spagna                                                                | 5 – 1                                                                 | Macedonia                                                             | Qual. Euro 2016                                                       | -                                                                     |                                                                       |
| 9-10-2014                                                             | Žilina                                                                | Slovacchia                                                            | 2 – 1                                                                 | Spagna                                                                | Qual. Euro 2016                                                       | -                                                                     | 81’                                                                   |
| 15-11-2014                                                            | Huelva                                                                | Spagna                                                                | 3 – 0                                                                 | Bielorussia                                                           | Qual. Euro 2016                                                       | -                                                                     |                                                                       |
| 27-3-2015                                                             | Siviglia                                                              | Spagna                                                                | 1 – 0                                                                 | Ucraina                                                               | Qual. Euro 2016                                                       | -                                                                     |                                                                       |
| 14-6-2015                                                             | Barysaŭ                                                               | Bielorussia                                                           | 0 – 1                                                                 | Spagna                                                                | Qual. Euro 2016                                                       | -                                                                     |                                                                       |
| 5-9-2015                                                              | Oviedo                                                                | Spagna                                                                | 2 – 0                                                                 | Slovacchia                                                            | Qual. Euro 2016                                                       | -                                                                     |                                                                       |
| 9-10-2015                                                             | Logroño                                                               | Spagna                                                                | 4 – 0                                                                 | Lussemburgo                                                           | Qual. Euro 2016                                                       | -                                                                     |                                                                       |
| 24-3-2016                                                             | Udine                                                                 | Italia                                                                | 1 – 1                                                                 | Spagna                                                                | Amichevole                                                            | -                                                                     | 79’                                                                   |
| 7-6-2016                                                              | Getafe                                                                | Spagna                                                                | 0 – 1                                                                 | Georgia                                                               | Amichevole                                                            | -                                                                     | 46’                                                                   |
| 17-6-2016                                                             | Tolosa                                                                | Spagna                                                                | 1 – 0                                                                 | Rep. Ceca                                                             | Euro 2016 - 1º turno                                                  | -                                                                     |                                                                       |
| 21-6-2016                                                             | Nizza                                                                 | Spagna                                                                | 3 – 0                                                                 | Turchia                                                               | Euro 2016 - 1º turno                                                  | -                                                                     |                                                                       |
| 21-6-2016                                                             | Bordeaux                                                              | Croazia                                                               | 2 – 1                                                                 | Spagna                                                                | Euro 2016 - 1º turno                                                  | -                                                                     |                                                                       |
| 27-6-2016                                                             | Saint Denis                                                           | Italia                                                                | 2 – 0                                                                 | Spagna                                                                | Euro 2016 - Ottavi di finale                                          | -                                                                     |                                                                       |
| Totale                                                                |                                                                       | Presenze                                                              | 22                                                                    |                                                                       | Reti                                                                  | 1                                                                     |                                                                       |

## Palmarès

### Club

#### Competizioni nazionali
- Coppa di Spagna: 2

Espanyol: 2005-2006
Atlético Madrid: 2012-2013
- Campionato spagnolo: 1

Atlético Madrid: 2013-2014
- Supercoppa di Spagna: 1

Atlético Madrid: 2014

#### Competizioni internazionali
- UEFA Europa League: 2

Atlético Madrid: 2011-2012, 2017-2018
- Supercoppa UEFA: 2

Atlético Madrid: 2012, 2018

### Nazionale
- Campionato d'Europa: 1

Polonia-Ucraina 2012
- Campionato d'Europa Under-19: 1

2004

### Individuale
- Miglior giocatore degli Europei Under-19: 1

Svizzera 2004
- Squadra della stagione della UEFA Champions League: 1

2015-2016